# Arnaud Geyre
Arnaud Geyre   (Pau, 21 d'abril de 1935 - Château-Thierry, 20 de febrer de 2018) va ser un ciclista francès, que fou professional entre 1958 i 1963.
Anteriorment, com a ciclista amateur, va prendre part en els Jocs Olímpics de Melbourne de 1956, en què guanyà una medalla d'or en la prova de ruta per equips (amb Michel Vermeulin i Maurice Moucheraud) i una de plata en la de ruta inidividual.
Els bons resultats obtinguts com a amateur li van permetre fitxar per l'equip Helyett-Leroux-Hutchison el 1958, on fou company de Jacques Anquetil i André Darrigade. Aquest primer any com a professional guanyà dues etapes al Tour de l'Aude. Posteriorment va córrer pels equips Mercier-BP-Hutchinson, Bobet-BP-Hutchinson i Pinturas Ega, abans de retirar-se el 1963.

## Palmarès
- 1956
  -  Campió olímpic en la ruta per equips
  -  Plata olímpica en la ruta inidividual
- 1957
  - Campió de França de societats en ruta
  - Campió de França de persecució per equips
- 1958
  - 1r a la París-Auxerre
  - Vencedor de 2 etapes al Tour de l'Aude
- 1959
  - 1r als Boucles del Baix Llemosí
  - 1r al Gran Premi de Tulle
- 1960
  - 1r al Gran Premi de Dax
- 1961
  - 1r al Tour de l'Herault
  - 1r al Gran Premi de Sète
  - 1r al Gran Premi Izarra
  - Vencedor d'una etapa al Tour de l'Aude